# Стрижово (Рыбинский район)
Стрижово – деревня в Покровской сельской администрации Покровского сельского поселения Рыбинского района Ярославской области .
Деревня находится в междуречье Черёмухи и Коровки, на просёлочной дороге, ведущей от посёлка Красная Горка на запад в долину реки Коровка к селу Покров. Удалена от этого посёлка на 1-2 км. на запад по этой дороге – Демихово и Дружба. На расстоянии около 1 км на юг от деревни – Шелепино.
Деревня Стрижева указана на плане Генерального межевания Рыбинского уезда 1792 года.
На 1 января 2007 года постоянного населения в деревне проживало 11 человек . Деревня обслуживается почтовым отделением Покров, по почтовым данным в деревне 16 домов .